# Richard McClure
Richard Neil McClure (født 20. januar 1935, død 10. maj 2024) var en canadisk roer.
McClure var med i Canadas otter, der vandt sølv ved OL 1956 i Melbourne, kun besejret i finalen af USA. Australien sikrede sig bronzemedaljerne. Besætningen i canadiernes båd blev desuden udgjort af Bill McKerlich, Philip Kueber, Robert Wilson, David Helliwell, Donald Pretty, Douglas McDonald, Lawrence West og styrmand Carlton Ogawa.
McClure var, ligesom de øvrige medlemmer af canadiernes 1956-otter, studerende ved University of British Columbia i Vancouver.

## OL-medaljer
- 1956:  Sølv i otter